# Галтьери, Леопольдо
Леопо́льдо Фортуна́то Галтье́ри Касте́льи (исп. Leopoldo Fortunato Galtieri Castelli; 15 июля 1926, Касерос, провинция Буэнос-Айрес — 12 января 2003, Буэнос-Айрес) — аргентинский военный и государственный деятель, генерал, президент Аргентины с 22 декабря 1981 по 18 июня 1982 года. В современной Аргентине исключён из списка президентов.

## Биография
Из рабочей семьи итальянских эмигрантов, в 17 лет поступил в военную академию, получил образование офицера инженерных войск. В 1969 году командовал артиллерией при подавлении вооружённого восстания против диктатуры в городе Росарио. В 1975 году возглавил Инженерный корпус Аргентины. Поддержал военный переворот Хорхе Виделы и за верность новому режиму получил звание генерал-майора (1977), а в 1980 году был назначен главнокомандующим в ранге генерал-лейтенанта. Участвовал в политике тайного преследования политических оппонентов хунты. В начале 1981 года посетил США, где был тепло принят Рейганом. В декабре 1981 года сместил прежнего президента и возглавил Аргентину. Нового главнокомандующего не назначал, чтобы сохранить контроль над армией.

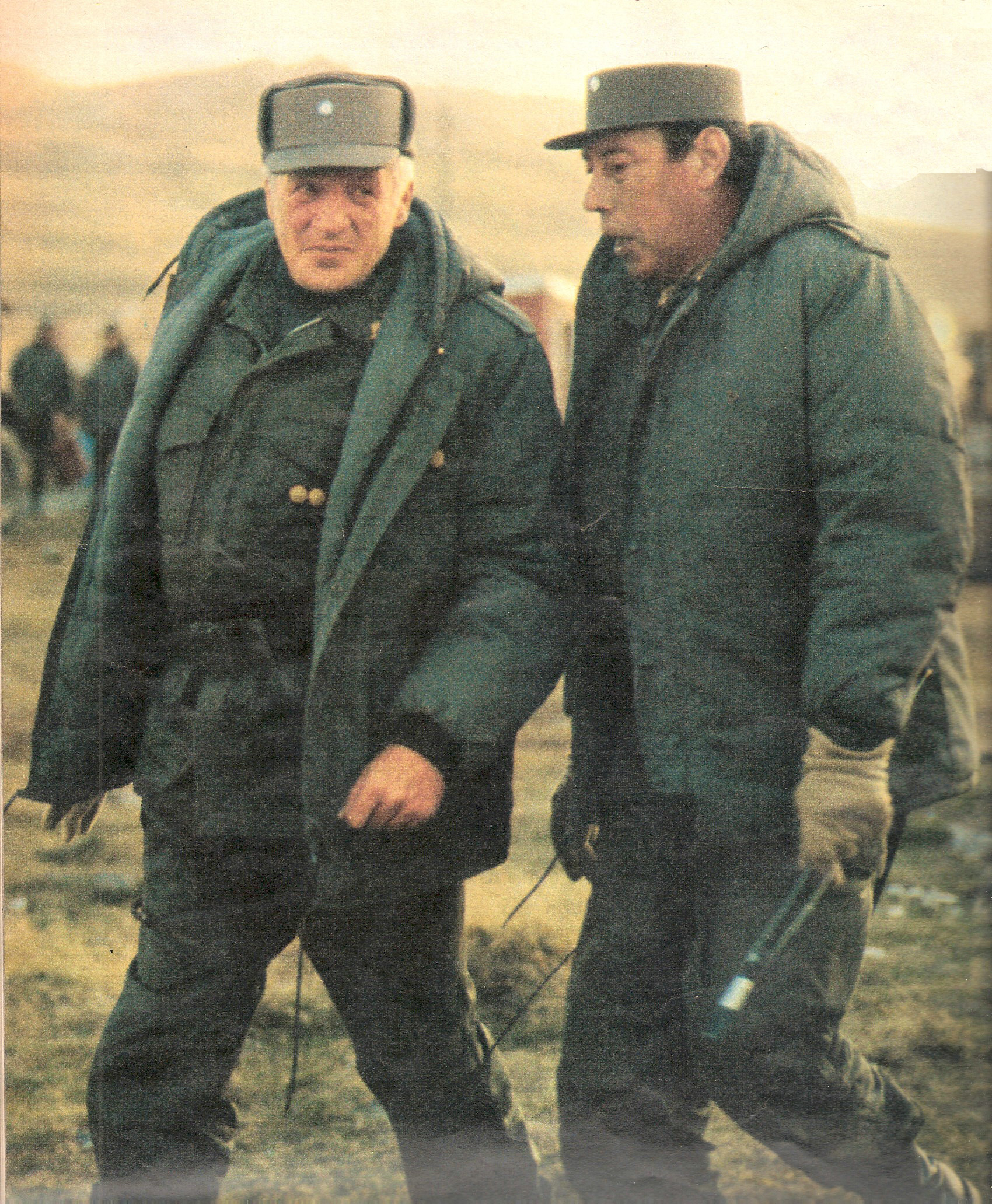
Галтьери во время своего визита на Мальвинские острова 22 апреля 1982 года вместе с бригадным генералом Оскаром Луисом Хофре.

После того, как популярность диктатуры упала, Галтьери организовал военную операцию по установлению контроля над Фолклендскими (Мальвинскими) островами (апрель 1982), принадлежность которых Великобритании постоянно оспаривалась Аргентиной. Это привело к Фолклендской войне, в которой Аргентина потерпела поражение. Через несколько дней после восстановления на островах британской власти подал в отставку с постов президента и командующего сухопутными силами.
В конце 1983 года был арестован и предан суду военного трибунала за нарушение прав человека (по этому обвинению был оправдан) и за неудачное руководство аргентинскими войсками в войне за Фолклендские острова (осуждён в 1986 году к тюремному заключению). Помилован в 1991 году. В 2002 году против него выдвинуты новые обвинения в похищениях и убийствах оппозиционеров и иностранных граждан. Помещён под домашний арест, где и умер от инфаркта, будучи на последней стадии рака. Похоронен на кладбище Ла-Чакарита в Буэнос-Айресе.